# The Feast
The Feast (hostina) je etnografický film, který vznikl při spolupráci amerického filmaře Tima Asche a amerického antropologa Napoleona Chagnona. Film byl vytvořen především jako učební pomůcka pro studenty antropologie a příbuzných oborů.
Předmětem zkoumání filmu jsou jihoameričtí indiáni kmene Janomamo, žijící na území Venezuely, kteří jsou společně s křováky považováni za nejčastěji filmovanou neliterární kulturu na světě.

## Děj
Film vznikl v roce 1968. Jeho předmětem je setkání obyvatel vesnice Patanowa-teri s obyvateli vesnice Mahekodo-teri, které pozvali k setkání, aby obnovili své zaniklé spojenectví. Patanowa-teri totiž v poslední době zužovali útoky ze sousedních vesnic, při kterých byla zabita řada jejich obyvatel.
Setkání provázela hostina - rituální ceremoniál, který byl zároveň sociální, ekonomickou a politickou událostí. Muži pro tuto událost pomalovávají svá těla a po příchodu obyvatel jiné vesnice předvádějí ritualizovaný tanec a boj. Po první fázi nejistoty spolu obě skupiny začnou obchodovat na bázi reciprocity a spojenectví je obnoveno. Nějaký čas po natočení dokumentu dokonce obě vesnice napadly společného nepřítele.

## Teorie
Natáčení krátkometrážních etnografických snímků, použitelných při výuce bylo typické pro spolupráci Arche s Chagnanonem. Základní myšlenkou při vzniku filmu bylo natočit situaci, která by byla vhodným vyjádřením recipročních vztahů tak, aby vznikl krátký výukový film. Dokument je vlastně obrazovým zachycením teorie reciprocity a směny tak, jak ho ve své knize Esej o daru zpracoval francouzský antropolog Marcel Mauss.